# SMS Magdeburg (1911)
A Magdeburg a Császári Haditengerészet egyik könnyűcirkálója volt. A róla elnevezett hajóosztály további egységei a Stralsund, a Straßburg és a Breslau voltak. A Magdeburg mindjárt az első világháború kezdetén elveszett, mikor 1914. augusztus 26-án nagy ködben zátonyra futott az észt partoknál a Balti-tengeren. A legénysége által részben megsemmisített cirkálóról az orosz haditengerészet megszerezte annak három kódkönyvét. Általánosan úgy tartják, hogy a brit hírszerzés ez alapján képes volt megfejteni a német haditengerészet rádiójeleit, ami nagy jelentőséggel bírt a tengeri háború későbbi menetére.

## Technikai adatok
A hajó gerincét 1910-ben fektették le az AG Weser Kielben a Bussard pótlására. 1911 május 13-án bocsátották vízre és Magdeburg város polgármestere végezte a hajó keresztelését. A Magdeburg volt az AG Weser által gyártott tizedik könnyűcirkáló (kleiner Kreuzer – kiscirkáló), melyet a Császári Haditengerészet számára készített. A szolgálatba állítására 1912. augusztus 20-án került sor. 1912. december 1-jén a Magdeburg torpedótesztelési feladatokat kapott, leváltva ebben a feladatkörben az Augsburgot.
A 4570 tonnás, 138,7 méter hosszú hajó hosszú hátsófedélzetén 120 aknát tudott szállítani. Fegyverzete 12 darab 10,5 cm-es gyorstüzelő ágyúból és két 50 cm-es torpedóvetőcsőből állt. Lőszerkészlete 1800 lövedék volt (150/ágyú), torpedóból ötöt szállított magával. Legénysége 373 fő volt.
A három Bergmann-turbina 29.904 LE teljesítményre volt képes, amivel a hajó 27,6 csomós csúcssebességet tudott elérni. 1200 tonnás szénkészletével 12 csomós sebesség mellett a hatótávolsága 5820 tengeri mérföld volt. A géptermei nagyon szűkösek voltak, ezért a gépek javítását nehezen tudták elvégezni. A 22 csomó elérésekor erős vibráció lépett fel az egész hajótestben, ami a hajó szolgálatban igénybe vett sebességének jelentős korlátokat szabott. A korábbi Kolberg-osztályú hajókhoz hasonlóan a Magdeburg-osztály egységeit is különböző hajtóművekkel látták el. A szintén az AG Wesernél készült és hasonlóan három hajócsavarral rendelkező Stralsund 35.515 LE teljesítmény mellett 28,2 csomós csúcssebességre volt képes. A Stettinben az AG Vulcannál épített, négy hajócsavarral ellátott és szintén 27 csomós csúcssebességűre tervezett Breslau a 33.482 LE összteljesítményű AEG-Vulcan-turbinákkal 27,5 csomós csúcssebességet ért el. A Kaiserliche Werft által Wilhelmshavenben épített és két hajócsavarral ellátott Straßburg turbinái 33.742 LE-sek voltak és 28,2 csomós sebességet tettek lehetővé.
A Magdeburg-osztály cirkálói voltak a Kaiserliche Marine első olyan egységei, melyeket nem láttak el döfőorral. Ehelyett ún. cirkálóhajóorral (Kreuzerbug) rendelkezett, melynek tőkéje a vízvonal felett jóval meredekebb volt, mint az alatt. Emellett ezek voltak az első könnyűcirkálók, melyeket övpáncélzattal láttak el, ami a cirkáló hajótestét hosszának 80%-ában borította. Ezt azonban a fedélzetet borító páncélzat rovására tudták elérni, mely így csak 40 mm vastag volt. A parancsnoki torony 100 mm-es páncélzatot kapott.

## Története
A gépeinél fellépő gondok miatt a Magdeburgot nem lehetett a flotta többi egységével bevetni, ezért torpedó-kísérleti hajóként (Torpedoversuchsschiff) alkalmazták az Augsburgot felváltva ebben a szerepkörben, melyből így tüzérségi kísérleti hajó lett. Ehhez a Magdeburg két elülső lövege helyére torpedócsöveket szereltek. Ezzel a fegyverzettel volt ellátva a hajó egészen az elsüllyedéséig.

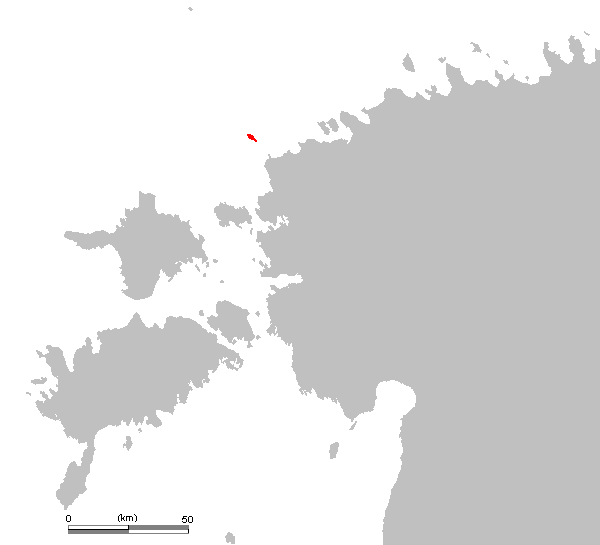
Odensholm (Osmussaar) szigete a Finn-öbölben pirossal jelölve

A háború kitörése után a Magdeburgot a Balti-tengeren vetették be. Augusztus 2-án az Augsburggal közösen vett részt a Libau elleni rajtaütésben, melynek során a balti város kikötőjét lőtték, miután az Augsburg aknazárt hozott létre előtte. Ezek voltak az első leadott lövések német hadihajók részéről a háborúban.
Ezt követően a Magdeburg egy egész sor orosz állások elleni tüzérségi támadásban vett részt, az egyik ilyen során augusztus 12-én a Dagerort világítótornyot lőtte. Augusztus 17-én a Magdeburg, az Augsburg, három romboló és a Deutschland aknarakó az orosz Admiral Makarov és a Gromoboj páncélos cirkálókkal találkoztak össze. Az orosz parancsnok a két német könnyűcirkálót a Roon és a Prinz Heinrich páncélos cirkálóknak vélte, ezért nem intézett ellenük támadást és mindkét fél visszavonult.
1914. augusztus 25-én egy kötelék tagjaként a Finn-öböl irányába tört előre, ahol másnap a nagy ködben Odensholm szigetnél, az északi észt partoknál zátonyra futott. A V 26 jelű romboló megpróbálta levontatni onnan, de minden a hajó kiszabadítására tett próbálkozás sikertelen maradt. A közeledő Bogatir és Pallada orosz cirkálók tüzet nyitottak a szerencsétlenül járt német hajóra, mire azt annak legénysége megpróbálta felrobbantani, de csak az orr-részét tudták megrongálni az oroszok beérkeztéig. Legénységéből 15 fő veszítette életét, a túlélőket a V 26 és az Amazone könnyűcirkáló vette fedélzetére. Habenicht korvettkapitány, a hajó kapitánya és az adjutánsa a hajó fedélzetén maradt és az oroszok fogságába estek.
Az oroszok a Magdeburg épen maradt ágyúit leszerelték és négy hajójukat látták el velük. A Chrabry ágyúnaszád hat 10,5 cm-es ágyút kapott, a Jasztreb őrhajó két, a Kopcsik és a Korszuny őrhajók egy-egy löveget kapott. A Magdeburg roncsát később az oroszok illetve a téli jég teljesen elpusztította.

## Kódkönyvei

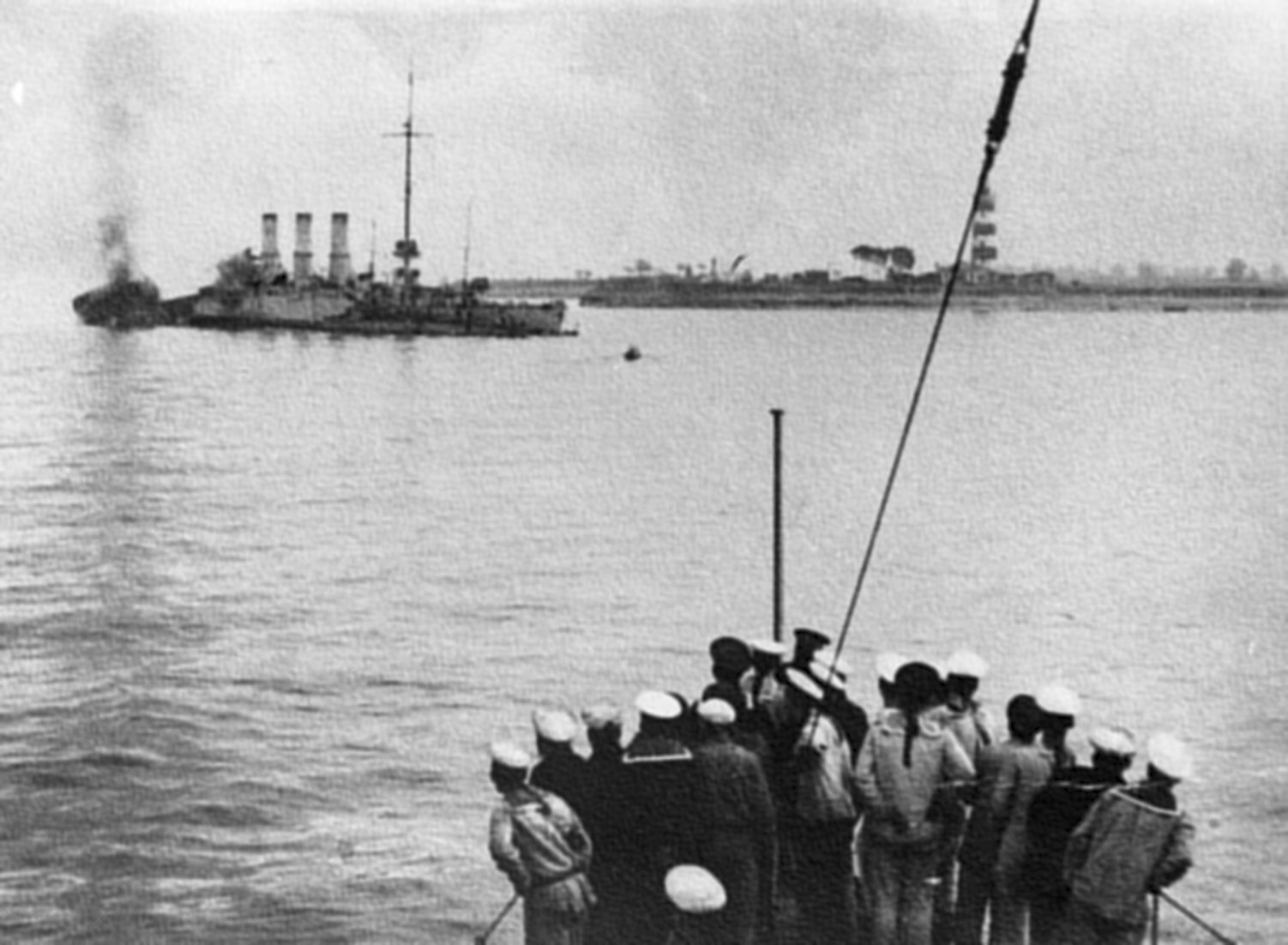
A zátonyra futott Magdeburg

Az oroszok megtalálták a német haditengerészet titkos kódkönyvének három példányát is. Egyiküket a németek az orosz cirkálók reggeli ködben való felbukkanásakor ólomnehezékkel megterhelve a tengerbe hajították. Orosz búvárok rátalálták és kiemelték a vízből. A két másik könyvet a hajó fedélzetén találták meg. Az oroszok a három könyv egyikét felajánlották a briteknek, melyet azok 1914. október 13-án átvettek. A brit történetírás szerint ez a későbbiek során értékes zsákmánynak bizonyult, mivel ennek segítségével a briteknek sikerült megfejteniük a német haditengerészet rádiójeleit és így a brit haditengerészet rendkívüli stratégiai és taktikai előnyökhöz jutott a tengeri hadviselésben.
A német hatóságok  háború után lefolytatott vizsgálatai evvel szemben arra a megállapításra jutottak, hogy Habenicht korvettkapitány megfelelően gondoskodott a rejtjelkulcsok megsemmisítéséről, a kódkönyvek megszerzése révén pedig az oroszok olyan dokumentumok birtokába jutottak, amivel már a háború előtt is rendelkeztek. Az eset után hamarosan a németek megváltoztatták a kódokat, így a későbbiek során azokat nem lehetett dekódolni olyan módon, mint ahogy azt a britek állították. A német hivatalos álláspont szerint a britek a későbbiekben vagy egyéb hírszerzési módszerek, vagy belső árulás révén szerezték be az információit a német flotta hadmozdulatairól.

## Kapitányai
| 1912 augusztus-szeptember      | Heinrich Rohardt fregattkapitány                        |
| 1912 szeptember - 1913 február | Wilhelm Most fregattkapitány                            |
| 1913 február - 1914 március    | Gustav-Julius Maerker fregattkapitány / sorhajókapitány |
| 1914 március-augusztus         | Richard Habenicht korvettkapitány                       |

## Pótlása
A Magdeburg pótlására a háború végén a kieli Howaldtswerke kapott megbízást. 1917. november 17-én szintén Magdeburg néven bocsátották vízre, de a háború végéig nem fejezték be. Elkészítése még kilenc hónapot vett volna igénybe. A félbehagyott hajót 1922-ben bontották le.

## Fordítás
- Ez a szócikk részben vagy egészben  a   SMS Magdeburg című német Wikipédia-szócikk fordításán alapul.  Az eredeti cikk szerkesztőit annak laptörténete sorolja fel. Ez a jelzés csupán a megfogalmazás eredetét és a szerzői jogokat jelzi, nem szolgál a cikkben szereplő információk forrásmegjelöléseként.
- Ez a szócikk részben vagy egészben  a   SMS Magdeburg című angol Wikipédia-szócikk fordításán alapul.  Az eredeti cikk szerkesztőit annak laptörténete sorolja fel. Ez a jelzés csupán a megfogalmazás eredetét és a szerzői jogokat jelzi, nem szolgál a cikkben szereplő információk forrásmegjelöléseként.

## Forrás
- von Mantey, Eberhard. Der Krieg zur See 1914–1918 – Ostsee, Bd. 1. Berlin: E. S. Mittler und Sohn (1921) (A Magdeburgot érintő részek a 101. oldalig, elvesztése 80-101. o.)
- Gerhard Koop/Klaus-Peter Schmolke: Kleine Kreuzer 1903-1918, Bremen bis Cöln-Klasse, Band 12, Schiffsklassen und Schiffstypen der deutschen Marine, Bernard & Graefe Verlag München, 2004, ISBN 3-7637-6252-3
- Matti E.Mäkelä: Das Geheimnis der "Magdeburg":, Die Geschichte des Kleinen Kreuzers und die Bedeutung seiner Signalbücher im Ersten Weltkrieg, Bernard & Graefe Verlag Koblenz, 1984, ISBN 3-7637-5424-5
- Conway's All the World's Fighting Ships: 1906–1922. Annapolis, MD: Naval Institute Press (1984). ISBN 0-87021-907-3
- Gröner, Erich. German Warships: 1815–1945. Annapolis, MD: Naval Institute Press (1990). ISBN 0-87021-790-9
- Halpern, Paul G.. A Naval History of World War I. Annapolis, MD: Naval Institute Press (1995). ISBN 1-55750-352-4
- Herwig, Holger. "Luxury" Fleet: The Imperial German Navy 1888–1918. Amherst, New York: Humanity Books (1980). ISBN 1-57392-286-2